# شروق الشاذلي
شروق الشاذلي ( 6 يناير 1987)، هي لاعبة كرة أردنية معتزلة. بدأت مسيرتها الرياضة في نادي شباب الأردن عام 2004 لتكون من أولى اللاعبات اللواتي بدأن كرة القدم في الأردن ولتتدرج في كافة فئات المنتخبات الوطنية. تلعب في صفوف المنتخب الأردني في مركز الارتكاز، وهي واحدة من ست لاعبات تخطين حاجز المئة مباراة مع المنتخب الأردني.

## السيرة
بدأت شروق الشاذلي مسيرتها الكروية من الجامعة الأردنية حيث كانت تدرس هناك تخصص تربية رياضية، ومثلت الجامعة في العديد من البطولات. ثم التحقت مع نادي شباب الأردن عام 2004، وفازت مع النادي بلقب الدوري الأردني النسوي منذ إقامته للمرة الأولى عام 2005، وسيطر نادي شباب الأردن على بطولات الدوري لمدة خمس سنوات متتالية. وظفرت بلقب بطولة عمان الدولية الثالثة عام 2006.
كانت إحدى اللاعبات الدوليات عند تشكيل المنتخب الوطني لأول مرة عام 2005، ونجحت حينها بإحراز لقب بطولة غرب اَسيا التي أقيمت في الأردن في إنجاز مميز، قبل أن تحافظ عام 2007 على لقب البطولة التي أقيمت كذلك في الأردن. حصدت عام 2006 على الميدالية البرونزية في بطولة الصالات الاَسيوية التي أقيمت في تايلند، وتأهلت في نفس السنة إلى نهائيات كأس اَسيا للشابات في ماليزيا، وشاركت كذلك في دورة الألعاب الآسيوية 2006 في قطر.
في 2010 شاركت في بطولة الصالات في فيتنام وحصلت على الميدالية الفضية. وانضمت إلى تشكيلة المنتخب المشارك في دورة الألعاب الآسيوية 2010 في قوانغتشو، الصين.
في فبراير 2018، احتفى الاتحاد الأردني بوصول شروق حاجز المئة مباراة مع المنتخب الأردني.